# LWL-Archivamt für Westfalen
Das LWL-Archivamt für Westfalen hat seinen Sitz im westfälischen Münster und wurde 1927 als Archivberatungsstelle der Provinz Westfalen gegründet.
Es archiviert Unterlagen des Landschaftsverbands Westfalen-Lippe (Archiv des Landschaftsverbands Westfalen-Lippe), der Vereinigten Westfälischen Adelsarchiven e. V., westfälischer Schriftsteller (Westfälisches Literaturarchiv in Kooperation mit der Literaturkommission für Westfalen) sowie Nachlässe weiterer bedeutender westfälischer Persönlichkeiten und Einrichtungen.

## Organisation
Innerhalb der landschaftlichen Kulturpflege hat das Archivamt die Aufgabe, die Archive nichtstaatlicher Träger, das heißt die kommunalen, kirchlichen und privaten Archive in Westfalen-Lippe, archivfachlich und technisch zu beraten und zu unterstützen. Darüber hinaus beherbergt das Archivamt das Archiv des Landschaftsverbandes Westfalen-Lippe mit dem Westfälischen Literaturarchiv und das Archivdepot der Vereinigten Westfälischen Adelsarchive e.V. Seit 1958 ist der Leiter des Archivamts von Amts wegen geschäftsführender Archivdirektor des Adelsarchivvereins. Für die Mitarbeiter und Benutzer ist im Amt eine wissenschaftliche Spezialbibliothek als Präsenzbibliothek eingerichtet.
Die vom Archivamt herausgegebene Zeitschrift Archivpflege in Westfalen-Lippe erscheint seit 1972 zweimal jährlich. Sie ist das Mitteilungsblatt für die Kommunalarchive in Westfalen-Lippe und bietet ein Forum für den archivfachlichen Erfahrungsaustausch. Ein weiteres Forum ist der jährlich stattfindende Westfälische Archivtag, der vom LWL-Archivamt organisiert und durchgeführt wird. Alle zwei Jahre nimmt das Archivamt am Tag der Archive teil und präsentiert sich gemeinsam mit den anderen in Münster ansässigen Archiven der interessierten Öffentlichkeit.
Außerdem unterhält das LWL-Archivamt für den Bereich der Wirtschaftsarchivpflege eine Außenstelle im Westfälischen Wirtschaftsarchiv in Dortmund mit zurzeit zwei Stellen. Zudem ist die Einrichtung Sitz und Schirmherrin der Westfälische Gesellschaft für Genealogie und Familienforschung e. V. Das rheinische Pendant des Archivamts ist das LVR-Archivberatungs- und Fortbildungszentrum, das wie das Archivamt regelmäßig Seminare und Fortbildungen anbietet.
Seit 2016 bildet das Archivamt zusätzlich zu den zwei, bereits seit 1998 bestehenden, Ausbildungsstellen für Fachangestellte für Medien- und Informationsdienste – Fachrichtung Archiv auch noch alle zwei Jahre zwei Landesarchivinspektoranwärter aus.
Das LWL-Archivamt ist eine der Betriebsstätten der elektronischen Langzeitarchivlösung DiPS.kommunal, die für kommunale Archive in NRW bereitgestellt wird. Ein Support-Team des LWL-Archivamtes unterstützt kommunale Archive in Westfalen-Lippe bei der Einführung und Verwendung der Verbundlösung.

## Geschichte

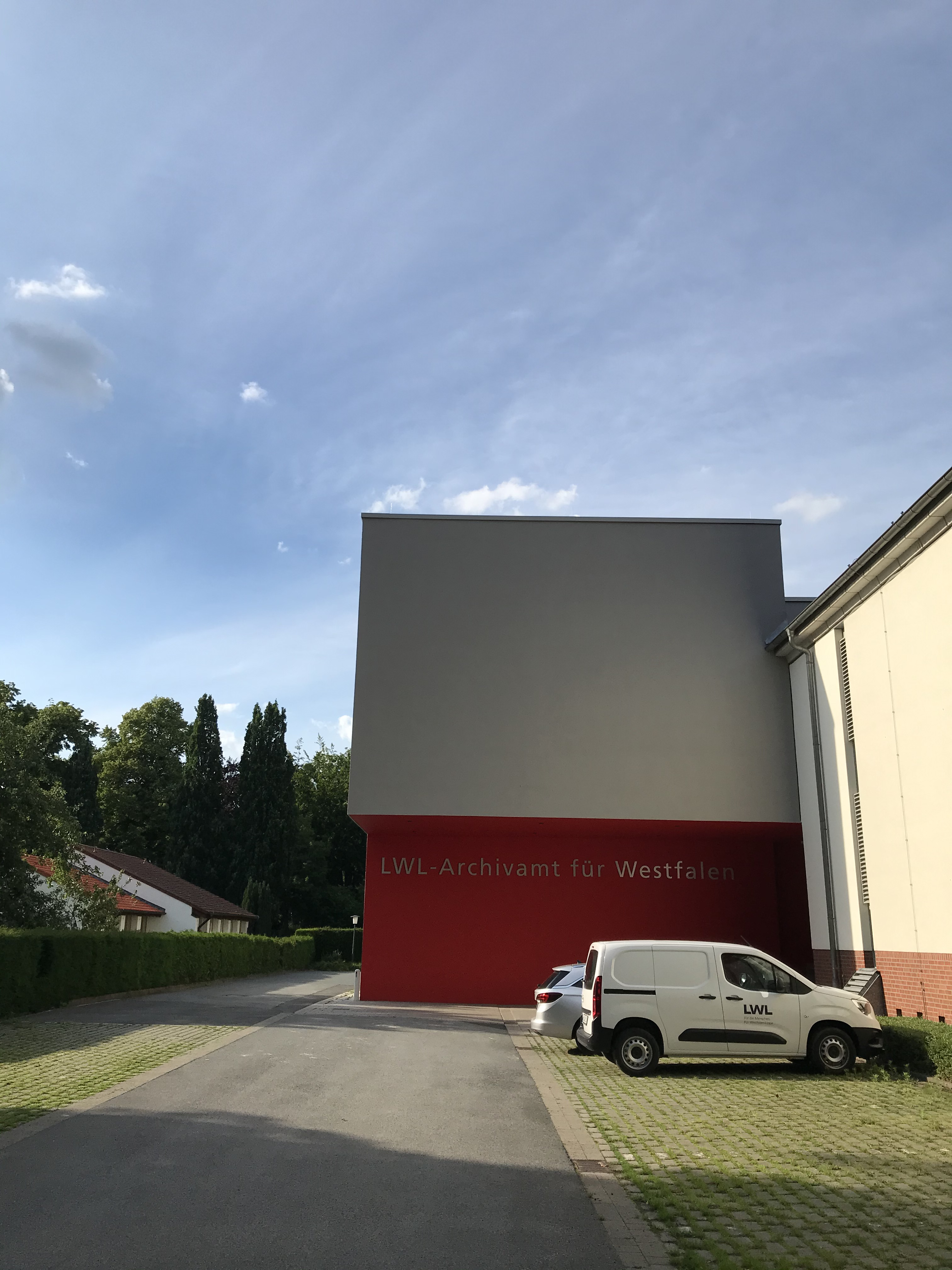
Blick auf den Parkplatz mit dem Magazinneubau

Bis 1998 saß das damalige Westfälische Archivamt in der Warendorfer Straße 24 in Münster nahe dem Landeshaus. Seit dem Umzug in die Jahnstraße hat das Archivamt mehr Lager- und Arbeitsflächen, die 2019 durch einen Anbau erweitert wurden.
Im Jahr 2006 wurde im Rahmen der Vereinheitlichung der Bezeichnung von Einrichtungen des Landschaftsverbands Westfalen-Lippe der bisherige Name „Westfälisches Archivamt“ in „LWL-Archivamt für Westfalen“ geändert. Im gleichen Jahr wurde auch die Landesinitiative Substanzerhalt (L.I.S.E.) . Die aktuelle Kooperationsvereinbarung zwischen dem Ministerium für Kultur und Wissenschaft des Landes Nordrhein-Westfalen und den beiden Landschaftsverbänden hat eine Grundlaufzeit bis zum 31. Dezember 2023 und wird sich dann jeweils um 12 Monate verlängern, soweit nicht einer der Vertragspartner kündigt.
Nach dem Einsturz des Kölner Stadtarchivs 2009 übernahm und gefriertrocknete die Restaurierungswerkstatt der Einrichtung im Rahmen der Amtshilfe Unterlagen aus der Unfallstelle. Gemeinsam mit anderen helfenden Archiven wurde zu dem Thema die Ausstellung „Westfalen hilft Köln“ im Stadtmuseum Münster gezeigt.

### Liste der Leiter des Archivamts
| Name               | Lebensdaten | Amtszeit     |
| ------------------ | ----------- | ------------ |
| Heinrich Glasmeier | 1892–1945   | 1927–1933    |
| Eugen Meyer        | 1893–1972   | 1933–1938/39 |
| Johannes Bauermann | 1900–1987   | 1938/39–1956 |
| Franz Herberhold   | 1906–1979   | 1957–1974    |
| Helmut Richtering  | 1922–1989   | 1974–1987    |
| Norbert Reimann    | * 1943      | 1987–2008    |
| Marcus Stumpf      | * 1967      | seit 2008    |

## Publikationen
Regel- und unregelmäßig erscheinende Reihen:
- Fachzeitschrift Archivpflege in Westfalen-Lippe; erscheint zweimal jährlich; ISSN 0171-4058
- Inventare nichtstaatlicher Archive Westfalens; ISSN 0539-2292
- Nachdrucke zur westfälischen Archivpflege; ISSN 0932-2124 – ab 1993 fortgesetzt unter dem Titel Texte und Untersuchungen zur Archivpflege; ISSN 0944-2421
- Westfälische Quellen und Archivverzeichnisse; ISSN 0722-3870 – ab 1995 fortgesetzt unter dem Titel Westfälische Quellen und Archivpublikationen; ISSN 0946-0594
- archivamtblog; ISSN 2363-6629 (online)

Weitere Veröffentlichungen:
- Norbert Reimann (Hrsg.): Praktische Archivkunde. Ein Leitfaden für Fachangestellte für Medien- und Informationsdienste – Fachrichtung Archiv. 3., aktualisierte Auflage. Ardey-Verl., Münster 2014, ISBN 978-3-87023-366-2.